# Warren Weir
Pour les articles homonymes, voir Weir.
Warren Antonio Weir (né le 21 octobre 1989 dans la paroisse de Trelawny) est un athlète jamaïcain, spécialiste du sprint et principalement du 200 mètres.

## Biographie
Il participe sur 110 mètres haies aux Championnats du monde juniors de 2008 à Bydgoszcz, et termine 8e de sa demi-finale. Son record personnel sur 110 m haies, obtenu à New York en 2008, est de 13 s 45. 

En 2011, Warren Weir rejoint le groupe d'entrainement du Racers Track Club, dirigé par Glen Mills. Ce dernier le convainc d'abandonner les épreuves de haies hautes pour se concentrer sur le sprint, et notamment sur le 200 mètres. À Kingston, Warren Weir côtoie notamment ses compatriotes Usain Bolt et Yohan Blake, ou encore l'Antiguais Daniel Bailey. En août 2011, pour sa première apparition en Ligue de diamant, le London Grand Prix, il termine deuxième du 200 m derrière l'Américain Walter Dix, en portant son record personnel à 20 s 43. Avec les Yohan Blake, Nickel Ashmeade, Kemar Bailey-Cole, Dexter Lee, Julian Forte, Tyquendo Tracey, Jermaine Brown et Jason Young, il représente la nouvelle génération d'étoiles montantes du sprint jamaïcain.

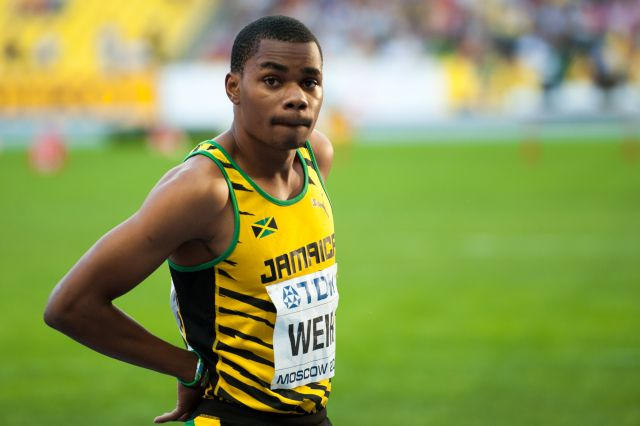
Warren Weir lors des championnats du monde 2013.

Auteur d'un nouveau record personnel sur 200 m de 20 s 08 à l'occasion du meeting de l'Adidas Grand Prix, à New York en juin 2012, Warren Weir se classe troisième des sélections olympiques jamaïcaines, derrière Yohan Blake et Usain Bolt, en 20 s 03. Deux jours plus tôt, lors des demi-finales, il descendait pour la première fois de sa carrière sous les 20 secondes sur 200 m avec un temps de 19 s 99. Lors des Jeux olympiques de Londres, Warren Weir parvient à monter sur la troisième marche du podium, derrière Usain Bolt et Yohan Blake, en portant son record personnel à 19 s 84.
En juin 2013, Warren Weir remporte la finale du 200 m des sélections jamaïcaines, à Kingston, en améliorant de 5/100e (19 s 79) son record personnel sur la distance. Usain Bolt, qualifié d'office pour les mondiaux de Moscou en tant que tenant du titre, avait fait l'impasse sur cette épreuve. Lors de ces championnats du monde, Weir s'adjuge la médaille d'argent du 200 m en égalant son record personnel de 19 s 79, s'inclinant de 13/100e face à Usain Bolt
En mai 2014, il remporte la médaille d'or du relais 4 × 200 mètres lors des premiers relais mondiaux de l'IAAF, à Nassau aux Bahamas, en compagnie de Jermaine Brown, Nickel Ashmeade et Yohan Blake. L'équipe de Jamaïque, qui devance Saint-Christophe-et-Niévès et la France, établit un nouveau record du monde en 1 min 18 s 63, améliorant de 5/100e la précédente meilleure marque mondiale détenue depuis 1983 par les États-Unis.
Il met un terme à sa carrière le 10 août 2017 à la suite de son échec en séries des Championnats du monde de Londres,.
En 2018, il revient finalement à la compétition avec le 200 m des Jeux du Commonwealth de Gold Coast : il atteint la finale et termine 7e en 20 s 71. 

## Vie privée
Il est le cousin de la hurdleuse Debbie-Ann Parris, finaliste olympique sur 400 m en 1996 et championne du monde 2001 au relais 4 x 400 m.

## Palmarès
| Date | Compétition               | Lieu             | Résultat | Épreuve   | Temps         |
| ---- | ------------------------- | ---------------- | -------- | --------- | ------------- |
| 2012 | Jeux olympiques           | Londres          | 3e       | 200 m     | 19 s 84       |
| 2013 | Championnats du monde     | Moscou           | 2e       | 200 m     | 19 s 79       |
| 2013 | Ligue de diamant          | Ligue de diamant | 1er      | 200 m     | détails       |
| 2014 | Relais mondiaux de l'IAAF | Nassau           | 1er      | 4 × 200 m | 1 min 18 s 63 |
| 2014 | Jeux du Commonwealth      | Glasgow          | 2e       | 200 m     | 20 s 26       |
| 2015 | Relais mondiaux de l'IAAF | Nassau           | 1er      | 4 × 200 m | 1 min 20 s 97 |
| 2017 | Relais mondiaux de l'IAAF | Nassau           | 3e       | 4 x 200 m | séries        |
| 2018 | Jeux du Commonwealth      | Gold Coast       | 7e       | 200 m     | 20 s 71       |
| 2018 | Jeux du Commonwealth      | Gold Coast       | 3e       | 4 × 100 m | 38 s 35       |

## Records
| Épreuve     | Performance                             | Lieu            | Date                      |
| ----------- | --------------------------------------- | --------------- | ------------------------- |
| 100 m       | 10 s 02                                 | Kingston        | 8 juin 2013               |
| 200 m       | 19 s 79 (+ 0,9 m/s) 19 s 79 (+ 0,0 m/s) | Kingston Moscou | 23 juin 2013 17 août 2013 |
| 400 m       | 46 s 23                                 | Kingston        | 9 février 2013            |
| 110 m haies | 13 s 45                                 | New York        | 8 juin 2008               |